# 拉克吕萨
拉克吕萨（法語：La Clusaz，法語發音：[la klyza]）是法国上萨瓦省的一个市镇，位于该省中部，属于阿讷西区。拉克吕萨因境内的大型滑雪场而闻名。

## 地理
拉克吕萨（45°54'15"N, 6°25'23"E）面积40.62 平方千米，位于法国奥弗涅-罗讷-阿尔卑斯大区上萨瓦省，该省份为法国东部省份，历史上为薩伏依的一部分，北与瑞士接壤，西接安省，南至萨瓦省，东与瑞士和意大利接壤。
与拉克吕萨接壤的市镇（或旧市镇、城区）包括：拉日耶塔、科尔东、大博尔南、馬尼戈、圣让德西克斯特、萨朗什、托讷、莱维拉尔叙托讷。
拉克吕萨的时区为UTC+01:00、UTC+02:00（夏令时）。

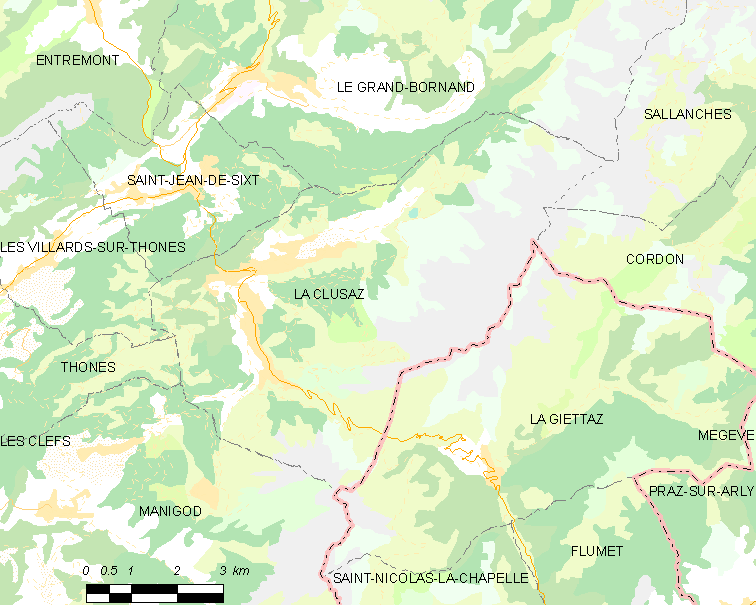
拉克吕萨的OSM定位图

## 行政
拉克吕萨的邮政编码为74220，INSEE市镇编码为74080。

## 政治
拉克吕萨所属的省级选区为法韦日-塞特内县。

## 人口

1962-2008年间拉克吕萨人口变化图示

拉克吕萨于2022年1月1日时的人口数量为1663人。